# Балбус, Стивен
Стивен Балбус (англ. Steven Andrew Balbus; род. 23 ноября 1953, Филадельфия, Пенсильвания) — американско-британский астрофизик.
Savilian Professor of Astronomy Оксфорда (с 2012), а прежде профессор парижской Высшей нормальной школы, член НАН США (2015) и Лондонского королевского общества (2016).
Лауреат премии Шао (2013, совместно с Джоном Хаули).

## Биография
В 1971 году поступил в Массачусетский технологический институт, который окончил как бакалавр математики и физики. Степень доктора философии по теоретической астрофизике получил в Калифорнийском университете в Беркли в 1981 году. Являлся постдоком в Принстонском университете и Массачусетском технологическом институте. С 1985 года преподавал в Виргинском университете. С 2004 года на протяжении девяти лет профессор кафедры физики парижской Высшей нормальной школы. Затем в Оксфорде — с 2012 года Savilian Professor of Astronomy и одновременно профессорский фелло тамошнего Нью-Колледжа, ныне также возглавляет оксфордский субдепартамент астрофизики. В 2017 году отмечен MPLS Teaching Award.
Женился на французском астрофизике Caroline Terquem.